# Rambling Rose
「Rambling Rose」（ランブリング・ローズ）は、吉川晃司が1994年2月21日にリリースした19枚目のシングル。

## 解説
アルバム『Cloudy Heart』（1994年）からのシングルカットとして発売され、テレビドラマ『ザ・ワイドショー』（1994年、日本テレビ系）の主題歌に起用された。
ミュージック・ビデオは、ライブ映像を中心としたものになっている。
NOKKOがコーラスで参加。

## 収録曲
1. Rambling Rose [4:07]
作詞・作曲：吉川晃司／編曲：吉田建、吉川晃司
2. Stripper [3:44]
作詞・作曲：吉川晃司／編曲：吉田建、吉川晃司
3. Rambling Rose (original KARAOKE)

## 参加ミュージシャン
- 青山純 - ドラムス
- 吉田建 - ベース
- 小倉博和 - ギター
- 吉川晃司 - ギター、ソロギター
- 富樫春生 - キーボード
- 柴田俊文 - キーボード
- NOKKO - コーラス

## 収録アルバム
- Rambling Rose
  - Cloudy Heart（1994年）
  - GOLDEN YEARS VOL.III（1996年）
  - DON'T STOP ME NOW（1997年）
  - PASSAGE:K2 SINGLE COLLECTION 1984-1996（1998年）
  - LIVE GOLDEN YEARS 20th（2004年）
  - BEST BEST BEST 1989-1995（2005年）
  - 25th Year's Eve Live（2009年）
- Stripper
  - DON'T STOP ME NOW（1997年）
  - B-SIDE+（2014年）